# 李頌清
李頌清，JP（英語：Li Chung-ching，1899年—?）是一名香港建築業商人，建業建築公司東主。

## 生平
李頌清1908年入讀拔萃男書院，曾就讀聖保羅書院和赤柱聖士提反書院。 1924年於香港大學工程系完成學士學位，後赴英國深造，於倫敦大學畢業，回港後於建築界發展。1933年，註冊成立建業建築公司，是建築工程承包商。
香港日治時期，於1942年被日本軍政府委任為赤柱區區長，負責管理公共衛生、配給糧食和調查人口等工作。戰後，他出席香港軍事法庭為日軍在港戰爭罪行作證。
1953年任保良局總理。1957年，獲港督委任為非官守太平紳士。1959年，成為香港大學畢業生議會創會主席。他曾服務的社會組織包括：民安隊、香港公民協會、新會商會、新會七堡同鄉會、香港防癆心臟及胸病協會、港大同學會及聖士提反女校家長教師聯誼會等等。現時，聖士提反書院設有李頌清獎學金以紀念他對學校發展的貢獻。

## 家庭生活
李頌清祖籍廣東新會，是李陞家族成員，為香港開埠初期富商、慈善家李陞的堂孫。他的父親李葆葵亦是一名慈善家，曾參與籌辦香港大學及獲頒MBE勳章。李頌清與妻子曹劍騰於1921年成婚，一家居於西摩台1號李公館，兒子李銓是在英國航空工程界發展，女兒李寶聯是一名香港游泳健將，曾為維港渡海泳女子組全港冠軍。另一名女兒李寳澂，曾就讀於聖士提反女子中學。